# Малышевский, Иван Игнатьевич
Ива́н Игна́тьевич Малыше́вский (13 [25] июля 1828, Минская губерния, Российская империя — 11 [23] января 1897, Киев) — русский историк церкви, славист, общественный деятель; доктор богословия, профессор Киевской духовной академии.

## Биография
Родился в 1828 году в местечке Негневичи, Новогрудского уезда Минской губернии, в семье униатского священника. Родители были шляхетского происхождения. Первоначальное образование получил дома.
В 1837—1843 годах обучался в Жировичском духовном училище (тогда при униатской духовной семинарии), в 1843—1849 годах — в Минской духовной семинарии, которую окончил с отличием. В 1849—1853 годах учился в Киевской духовной академии, окончив её со степенью первого магистра богословия.
Преподавал в Киевской академии: бакалавр (1853—1861), экстраординарный профессор (1861—1862), ординарный профессор (1862—1897); читал главным образом курсы русской истории и истории Русской церкви. Кроме этого он был преподавателем французского языка (с 1857), истории русского раскола (с 1858). С 1863 года бессменно возглавлял кафедру истории Русской церкви Киевской духовной академии. С 1866 года — член правления академии.
В 1873 году защитил диссертацию «Александрийский патриарх Мелетий Пигас и его участие в делах Русской Церкви» (Киев, 1872) и был удостоен учёной степени доктора богословия. Награждён Макариевской премией.  В работе «Сказание о посещении Русской страны св. апостолом Андреем» (1888) И. Малышевский высказал мнение о появлении русской версии о Хождении апостола Андрея после русско-византийского церковного конфликта середины XII века, связанного с поставлением в митрополиты русина Климента Смолятича.
И. И. Малышевский пользовался большим уважением и популярностью в академическом кругу:

Он дал окончательное торжество русской, свободной, изящной и прекрасной речи в преподавании исторической науки в Киевской духовной академии. В своих лекциях он умел находить и показывать своим слушателям совершенно новые области, а, с другой стороны, изложение их давал в такой оригинальной конструкции, с такими сравнениями и объяснениями, в таком искусном освещении, что его лекции казались чем-то совершенно новым, оригинальным, неожиданным и потому поразительным.
— Из воспоминаний современников
Был действительным и почётным членом Киевского общества летописца Нестора , Московского археологического общества, членом Русского археологического института в Константинополе, Киевской археологической комиссии, Киевского отделения Славянского благотворительного общества, Киево-Владимирского братства (по обращению евреев в православие), Киевского Попечительства о слепых и иных обществ. Принимал участие в строительстве Владимирского собора в Киеве, впоследствии избран почётным старостой.
Был избран в гласные Киевской городской думы, в этой должности заботился об увеличении числа народных училищ в Киеве и о лучшем устройстве уже имевшихся.
Всего И. И. Малышевский состоял почётным или действительным членом около двадцати научных и благотворительных обществ и учреждений.
Был женат на дочери И. П. Максимовича, Антонине.
Умер 11 (23) января 1897. Похоронен на Щекавицком кладбище Киевского Братского монастыря.

## Литературные труды
Автор ряда книг и статей по истории Церкви (первых веков христианства, византийского периода, западнославянской и южнославянской церкви и др.), проблемам народного образования и церковной жизни в России. Публиковался в журнале Киевской духовной академии «Воскресное чтение». Принимал участие в издании творений свт. Кирилла Туровского (1879). Некоторое время являлся редактором журнала «Киевских епархиальных ведомостей».
Книги, публикации
- Отношение Руси к Церкви Римской при святом Владимире // ТКДА. — 1863. — № 2.
- Доминиканец Яцек Одровонж, мнимый апостол земли русской // ТКДА. — 1867. — № 4 — С. 25—80; № 6 — С. 421—481; № 8 — С. 215—292.
- Подложное письмо половца Ивана Смеры к великому князю Владимиру // ТКДА. — 1876. — № 6, 7.
- Евреи в Южной России и в Киеве в X—XII вв. — Киев: Тип. В. Давиденко, 1878.
- Когда и где впервые установлено празднование памяти св. Владимира 15 июля // ТКДА. — 1882. — № 1.
- Кто был первый митрополит Киевский // ТКДА. — 1883. — № 10. — Т. 3.
- Киевские церковные соборы // ТКДА. — 1884. — № 12. — С. 535.
- Святые Кирилл и Мефодий // ТКДА. — 1885. — № 5—11. Выпущена также отдельно.
- Судьба славянской Церкви в Моравии и Паннонии при учениках Кирилла и Мефодия // ТКДА. — 1886. — № 3, 5, 6 и др.
- Варяги в начальной истории христианства в Киеве // ТКДА. — 1887. — № 12.
- Новый сборник западно-русских полемических сочинений.
- Исторические записки о Киевской Духовной Академии за 50-летний период с 1819 по 1869 гг.
- Исторические записки о Русской Церкви за 25-летие царствования императора Александра II.
- О зарождении религиозных сект в России с рационалистическим направлением. — Киев, 1884.
- Происхождение русской великой княгини Ольги святой. — Киев, 1889.
- Спутники и ученики святого апостола Андрея. — Киев, 1889.
- Святые Людмила и Вячеслав. — Киев, 1890.
- Святой Иоанн Златоуст в звании чтеца, в сане диакона и пресвитера. — Киев, 1892.
- Рецензия на историю Русской церкви профессора Е. Е. Голубинского. — 1880—1881 или позже.

Брошюры
- Житие святого равноапостольного князя Владимира. — СПб.: Славянское благотворительное общество, 1888[5]. Издано в 360 тыс. экземпляров, к празднованию 900-летия крещения Руси, переведено на калмыцкий язык.
- Правда об унии к православным христианам. — СПб., 1889. Переведена на польский и чешский языки.
- Западная Русь в борьбе за свою веру и народность. — СПб., 1894.

Статьи
- К вопросу об авторе «Слова о полку Игореве» // ЖМНП. — 1879. Авг. — С. 252—261.

поправка к статье // ЖМНП. — 1879. Авг. — С. 318.
- О церкви и иконе св. Богородицы под названием «Пирогощи», упоминаемых в летописях и в «Слове о полку Игореве» // ЧИОНЛ. — Киев, 1891. — Т. 5. — Отд. 2. — С. 113—133.